# ハリー・ベニンホフ
ハリー・ベクスター・ベニンホフ（英語: Harry Baxter Benninghoff, 1874年4月8日 - 1949年4月24日）は、米国バプテスト教会のアメリカ人宣教師、教育者。早稲田奉仕園の創設者で、早稲田大学の講師を長らく務めた。東京女子大学初代理事長も務めた。

## 人物・経歴
1874年4月8日、米国ペンシルベニア州タイタスビルで生まれる。
米国北部バブテストの宣教師としてビルマ（現・ミャンマー）へ伝道を行った後、シカゴ大学に学び、1907年（明治40年）卒業と同時に日本に派遣される。
ベニンホフは、1908年（明治41年）に早稲田大学の学生に請われて英語による聖書研究会『3Lクラブ』を東京・築地にあった自宅で始めた。
同年早稲田大学の創設者大隈重信に要請され、キリスト教に基く学生寮『友愛学舎』を早稲田鶴巻町に創設、奉仕園の礎となる活動が開始された。その後牛込弁天町に場所を移し、更に1920年（大正9年）現在の土地を購入して、友愛学舎のほか、スコットホール、スポーツ施設などを備えた学生センター『早稲田奉仕園』をつくる。1917年（大正6年）には、東京女子大学の初代理事長にも就任した。
長らく早稲田大学の講師も務め、また、日米間の相互理解と親善に努力するが、日米関係の悪化により1941年（昭和16年）志半ばにして帰国。再び日本に戻ることを願いながら、1949年（昭和24年）4月24日インディアナ州フランクリンで死去した。
1963年（昭和38年）に早稲田奉仕園内に関係者の寄附により銅像が建てられた。